# Mary Ann Nichols
Mary Ann "Polly" Nichols, angleška prostitutka, ena od žrtev umorov v Whitechapelu, * 26. avgust 1845, Whitechapel, London, Anglija, † 31. avgust 1888, Whitechapel.
Njen umor so pripisali Jacku Razparaču, notoričnemu domnevnemu serijskemu morilcu, ki naj bi leta 1888 v londonskem okrožju Whitechapel umoril in iznakazil vsaj pet žensk.

## Zgodnje življenje
Rodila se je Edwardu Walkerju, po poklicu ključavničarju in njegovi ženi Caroline 26. avgusta 1845. 16. januarja 1864 je osemnajstletna poročila tiskarniškega strojnika Williama Nicholsa. Med letoma 1866 in 1879, je par imel pet otrok: Edwarda Johna, Percya Georgea, Alice Esther, Elizo Sarah in Henryja Alfreda. Njuna zakonska zveza je končala leta 1880 ali 1881 zaradi spornih vzrokov: njen oče je bivšega moža po odhodu obtožil, da je imel afero z medicinsko sestro, ki je prisostvovala porodu njunega zadnjega otroka, vendar so drugi viri trdili drugače (Mary-Ann je imela velike težave z alkoholom in bila je težka alkoholičarka) William Nichols je kasneje trdil, da je njuna zveza po tem letu trajala še vsaj pet let, nato pa naj bi ga njegova žena zapustila. Imela sta tudi nasilne prepire zaradi njene 'službe' in pijančevanja. Ves tisti denar, ki ga je že dobila, je takoj zapila v gostilni in zaradi nje družina večkrat ni imela kaj za jesti.
Ko sta se ločila, ji je bil William Nichols dolžan preživnino 5 šilingov na teden, kar pa sčasoma ni bilo potrebno, zaradi tega, ker se je ukvarjala s prostitucijo. Zakon je namreč narekoval, da ženam ni bilo potrebno plačevati preživnine, če se ukvarjajo z ilegalno dejavnostjo ali živijo z drugim moškim. Nicholsova je preživela večino svojih preostalih let v delavnicah in pri sorodnikih, tudi pri očetu. Preživljala se je z razdajanjem dobrodelnih letakov in z njeno skromno plačo, ki jo je dobila kot prostitutka. Zadnja leta njenega življenja je živela z nekim kovačem po imenu Drew v Walworthu, ko je nekaj mesecev pred smrtjo, v začetku leta 1888, šla v ubožnico, ko so jo našli spečo na Trafalagarjevem trgu. Maja 1888 je Polly zapustila ubožnico, da bi se zaposlila kot uradnica. Nezadovoljna sta jo njena delodajalca julija odpustila, potem ko je ukradla oblačila, vredna 3 funte in deset šilingov. 
Nazadnje si je našla zatočišče: V hiši 18 na ulici Thrawl Street, v Spitalfieldsu, kjer si je sobo delila z Emily "Nelly" Holland.

## Zadnje ure in smrt
30. avgusta so jo okoli 23. ure videli hoditi po Whitechapelski ulici. Ob 0.30. je zapustila pub na bližnji ulici. Uro kasneje je iz svojega prebivališča odšla na vogal, da bi zaslužila na ulici, saj je potrebovala štiri penije, če si je želela plačati posteljo. Vsa prešerna je razlagala Nelly Holland, da bo kmalu dobila denar (katerega je imela maloprej dovolj, a je vse porabila za pijačo) od nove stranke, ki jo je prejšnji dan pridobila. S prijateljico sta se ločili in takrat so jo zadnjič uradno videli. Pek naj bi jo sicer videl dve ulici stran, a je zaradi položaja trupla in časa smrti to bilo označeno za neverodostojno. Okoli 3.40. je bila najdena v grmu, nekaj več kot 150 metrov stran od bolnišnice. Odkril jo je kočijaž, Robert Paul, ki je odhajal na delo. S kolegom sta verjela da je mrtva, ampak v to nista bila popolnoma prepričana. Drugi je zato stekel po policista. Paul je želel gospo prebuditi, a se ni odzvala. Krilo je imela dvignjeno in potacano, zato ji ga je spustil. Trije konjušniki so takoj, ko so izvedeli za umor, radovedno odšli pogledat truplo. Policija je patruljirala po ulicah in spraševala prebivalce, če so videli kaj sumljivega. Dežurni kirurg je prišel približno ob 4.00. in presodil, da je mrtva približno 30 minut. Imela je prerezano grlo, prerezan želodec, par globokih in nasilno in hitro zadanih ran na bokih, ter modrice. Kirurg je bil začuden nad majhno količino krvi in nasilnimi zabodi. Dejal je " da bi z njo lahko napolnili komaj dva velika vinska kozarca. Morilec ji je telo razparal z 25-centimetrskim nožem, hitro in v približno petih minutah. Na truplu ni bilo znakov spolnega občevanja ali sperme. Kri je bila prenesena iz rane na njene lase in oblačila, kar je privedlo do sklepa, da je bila ubita preden ji je zadal poškodbe. Zadavil naj bi jo, verjetno zato, da ne bi kričala.

## Videz in poškodbe
Bila je visoka približno 160 centimetrov, imela je rjave oči in siveče rjave lase. V ustih je manjkalo pet zob in jezik je bil lažje poškodovan. Ob ustnici je imela modrico, ki bi jo lahko povzročil udarec. Od ust do ušesa je potoval rez po desni strani obraza.Ta rez je popolnoma prekinil vsa tkiva navzdol do vretenc. Velike žile v vratu na obeh straneh so bile odrezane. Telo pretežno nepoškodovano, vse do trebuha. Kri je bila prisotna na oblačilih in v laseh. Rana na trebuhu je bila 2-3 centimetre globoka in povezana z več manjšimi.
1. 1 2  Find a Grave — 1996.
2. ↑  The Five: The Untold Lives of the Women Killed by Jack the Ripper — Transworld Publishers, 2019. — ISBN 978-1-4735-4226-6